# Дмитриев, Николай Измайлович
Николай Измайлович Дмитриев (9 апреля 1886, с. Ульяновка, Харьковская губерния — 8 ноября 1957, Харьков) — украинский и советский учёный, физико-географ, геоморфолог, палеогеограф, геолог, доктор географических наук (с 1938), профессор (с 1922).

## Биография
Гимназическое обучение начал в Харькове, а закончил — в Ахтырке. В 1912 г. окончил естественное отделение физико-математического факультета Харьковского университета. Осуществил несколько кругосветных путешествий (1909, 1913-14).
После учительствовал, преподавал географию в гимназии, а с 1916 г. — на кафедре географии университета. Длительное время (более 40 лет) работал в Харьковском университете.
В 1920 сдал магистерский экзамен и был утвержден советом Харьковского государственного университета (ХГУ) приват-доцентом, а в 1922 получил звание профессора.
В 1928—1934 руководил сектором физической географии Украинского научно-исследовательского института географии и картографии. С 1930 по 1941 работал в Научно-исследовательском институте геологии при ХГУ, а в 1943—1948 возглавлял сектор геоморфологии этого же института.
В 1943—1957 одновременно с заведованием кафедрой региональной физической географии Харьковского университета вел исследования в украинской Научно-исследовательском институте географии и картографии.
Умер в Харькове 8 ноября 1957 г. Похоронен на 2-м Харьковском кладбище.

## Научные труды
Автор 52 опубликованных научных работ. Среди них:
- «К следам ледникового периода в Харьковской губернии», (1915)
- «Межа розповсюдження наметків Дніпровського язика Скандинаво-уської льодовикової поволоки», (1928)
- «Географическое положение и орография Украины», (1928)
- «Геоморфологическое расчленение Украины», (1934)
- «Про тераси середнього Дніпра», (1936)
- «О количестве и возрасте террас среднего Днепра», (1937),
- «О возрасте Днепровского оледенения», (1950),
- «К палеогеографии Украинской ССР в эпоху максимального (днепровского) оледенения и в последнюю межледниковую эпоху», (1952)
- «Формы рельефа и ландшафты УССР, связанные с оледенением», (1955) и др.

Научно-популярные статьи о кругосветных путешествиях:
- «В голубых горах Австралии» (1915);
- «В области гейзеров Новой Зеландии», (1915).

## Научный вклад
Автор первых обобщений геоморфологии территории Украины. В 1936 был опубликован его геоморфологический очерк «Рельєф УРСР», в 1938 — «Геоморфология Украинского кристаллического массива», а в 1958 — «Рельеф Харьковской области».
В своей главной работе («Рельєф УСРР» (геоморфологический очерк).) Н. И. Дмитриев выделил и описал на территории Украины 14 геоморфологических районов.
Дмитриев признанный специалист по географии рельефа Украина, геоморфологического районирования, географии антропогена, лёссовых отложений. Учёный обобщил геоморфологической строение территории Украины.

## Семья
Супруга ученого Елизавета Ивановна Дмитриева (в девичестве — Милославская) (1885—1960), дочь ахтырского купца и мецената Милославского Ивана Николаевича. Вероника Николаевна Дмитриева (1918—1996), дочь Н. И. и Е. И. Дмитриевых, кандидат химических наук, работала в институте «Монокристаллов». Помимо своих профессиональных достижений, известна как краевед, автор докладов о пребывании Фритьофа Нансена в Харькове, об учителе её отца, ботанике А. Н. Краснове.